# De ce fierbe copilul în mămăligă
De ce fierbe copilul în mămăligă ("Per què bull el nen en polenta?") és un disc de 2003 d'Ada Milea publicat per la casa discogràfica Intercont Music.
El disc va ser pouat en la música que la cantaire romanesa va compondre per l'obra de teatre del mateix títol de la dramaturga Aglaja Veteranyi. Les lletres de les cançons són totes compostes per l'Ada Milea tot inspirant-se en textos de la damunt esmentada autora dramàtica romanesa. A més a més hi ha dos cançons, la 3 (Oaia mică) i la 11 (Tina [revizuită, resuscitată şi remixată]) originals de na Milea i una altra, la 12, de Radu Afrim.
Disc eminentment vocal, les veus que s'hi distribueixen al llarg del disc són d'Antoaneta Zaharia (2, 3, 4, 7, 8, 9, 10); Adriana Trandafir, gripată (amb la grip) (4, 5, 7, 8, 10, 12, 13); Oana Ştefănescu (4, 6, 7, 8, 10); Ionel Mihăilescu (4, 6, 7, 8, 10); Ada Milea (1, 2, 3, 4, 7, 8, 9, 10, 11, 12).
Va ser enregistrat a l'estudi B'inişor per Oliver Sterian.

## Pistes
1. "Mama atârnă de păr" - ("La mama penja dels cabells")
2. "Fir de păr (eim l-im ăd)" - ("Un pèl dels cabells")
3. "Oaia mică (primitive disco remix)" - ("Ovella petita")
4. "Mătuşa vorbeşte cu morţii" - ("La tieta parla amb els morts")
5. "Aria colivei" - ("Ària de la garjola")
6. "Melodia lui Eden, bărbatul invizibil dorit de toate femeile marilor metropole"
7. "Meniu pentru potolirea furiei tatălui copilelor"
8. "Show intrauterin (S.L.)"
9. "Mama atârnă de păr (a cappella)" - ("La mama penja dels cabells")
10. "Mic, mic, mic, dar la fel de celebru ca preşedintele Americii"
11. "Tina [revizuită, resuscitată şi remixată (Re-Tina)]"
12. "Intro (circus Mundy & co)"
13. "Erată" - ("Errata")